# Caja E1
La caja E1 es el nombre que recibe una de las secuencias reguladoras que forman parte del gen de la insulina. La secuencia, conocida como parte de los elementos E del gen de la insulina, está compuesta por una secuencia conservada CANNTG. En ratas, la mutación o deleción de la caja E1 produce una pérdida significativa de las funciones del promotor de la insulilna y cuando existe mutación tanto de la caja E1 como la caja E2, el promotor queda completamente inhabilitado. En los promotores de la insulina entre los diferentes mamíferos, a diferencia de la caja E2, la secuencia de la caja E2 está muy bien conservada.